# 马哈尼耶胡达市场
马哈尼耶胡达市场（希伯來語：‎, Shuk Mahane Yehuda）是以色列耶路撒冷的一个市场，广受当地人和游客的欢迎，250多个摊位出售新鲜水果和蔬菜；焙烤食品；鱼，肉和奶酪；坚果，种子和香料；葡萄酒和烈酒；衣服和鞋子；和家用器皿，纺织品和犹太文物。市场及其周围有出售油炸鷹嘴豆餅、沙威玛、烤肉、肉串、库纳法、巴卡拉、酥糖和烧烤的摊位，果汁店，咖啡馆和餐馆。

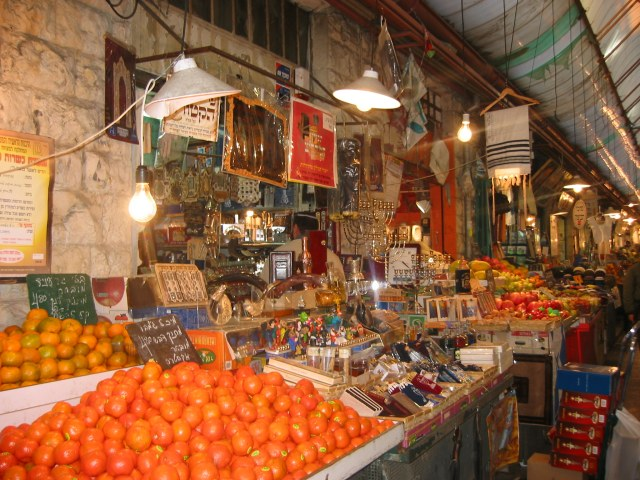

## 历史
马哈尼耶胡达社区建立于1887年，有162栋房屋。其创建者是三位商人——约翰内斯·Frutiger（德国新教徒、巴勒斯坦最大银行的所有者）、沙洛姆·Konstrum和约瑟夫·纳冯，并以纳冯的兄弟耶胡达命名。在奥斯曼帝国统治时期，市场随意扩张，卫生条件恶化。在20世纪20年代末，英国托管当局兴建永久性的摊位和屋面。

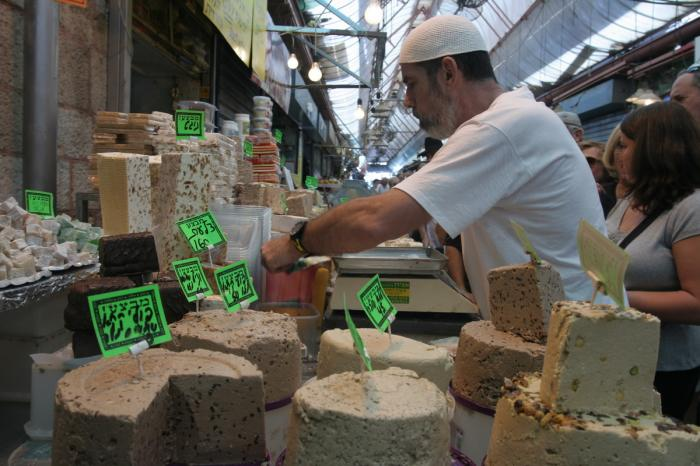

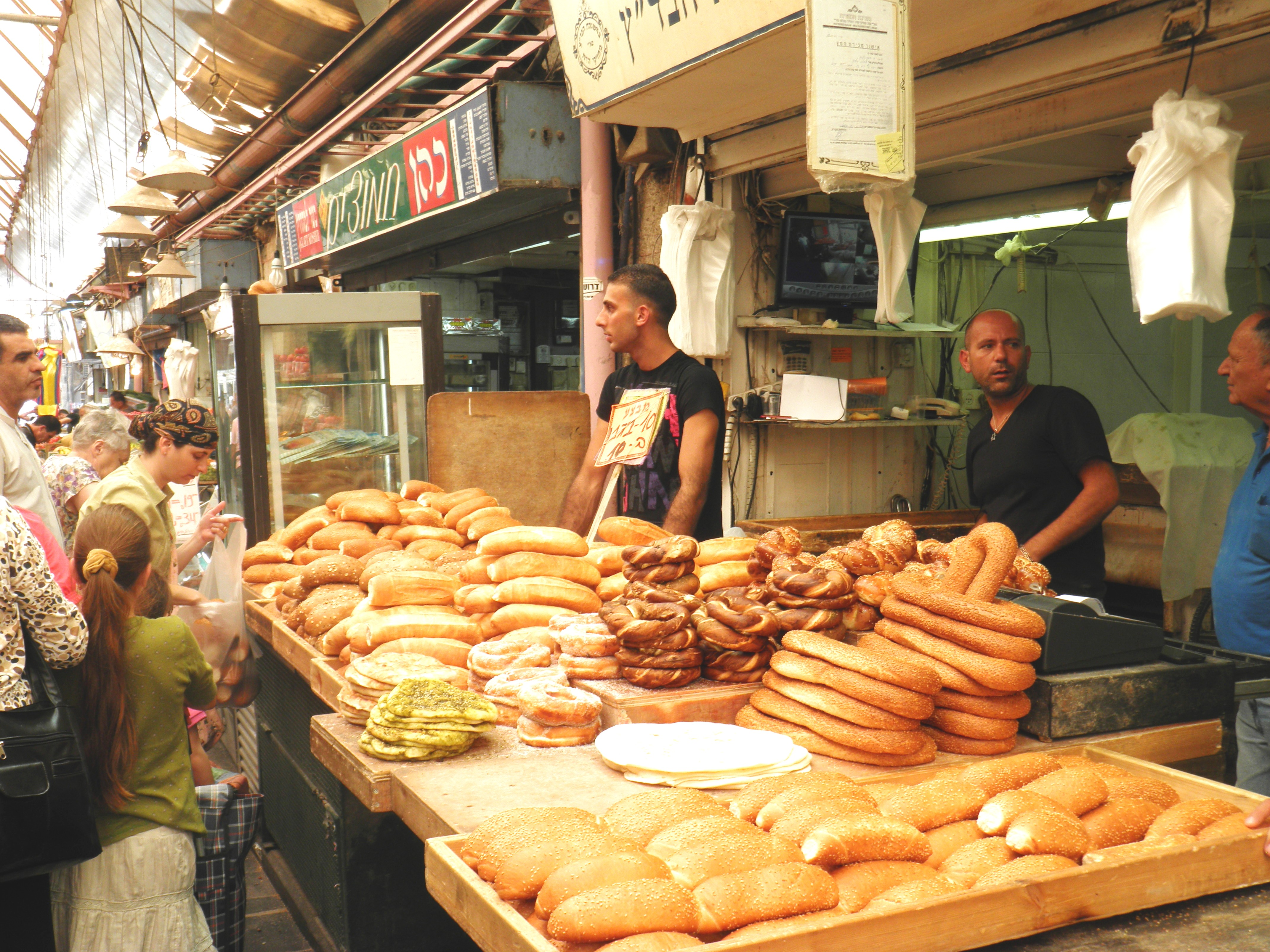

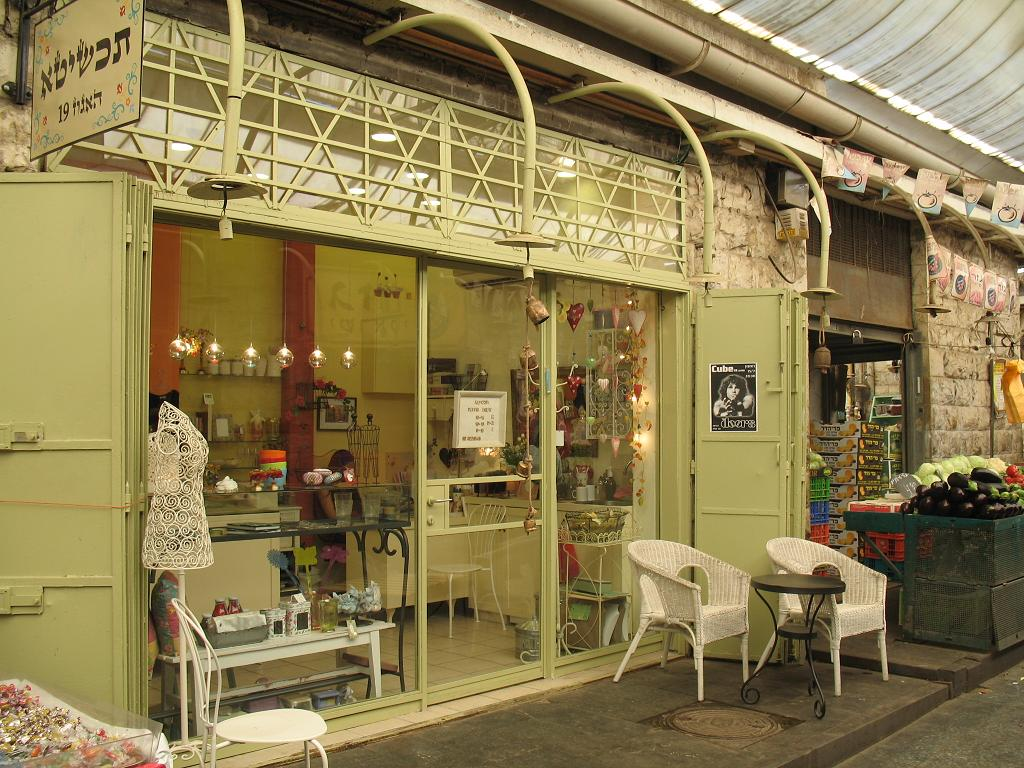

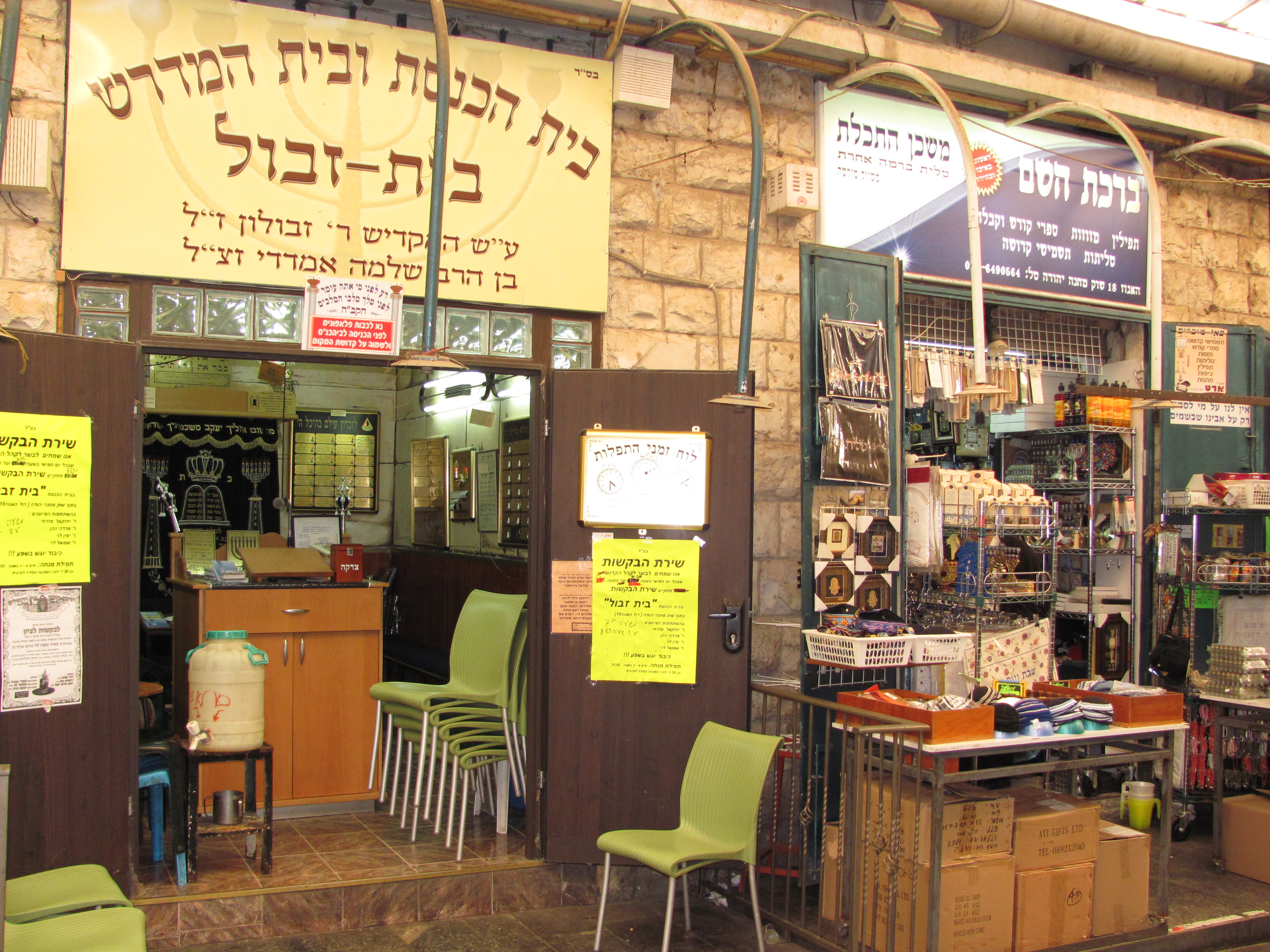
犹太教堂

## 顾客
市场的商店和餐馆（犹太和非犹太）吸引了居民和游客，耶路撒冷人和外地的以色列人，富人和穷人，年轻人和老年人，宗教和世俗，犹太人和非犹太人，包括阿拉伯人。估计每周有20万人造访。 

## 营业时间
虽然马哈尼耶胡达市场内的一些餐馆和咖啡馆开到深夜，在安息日也开放。

## 交通
有数条公交线路服务于市场。耶路撒冷轻轨1号线在2011年8月开通，在雅法路市场对面设马哈尼耶胡达站

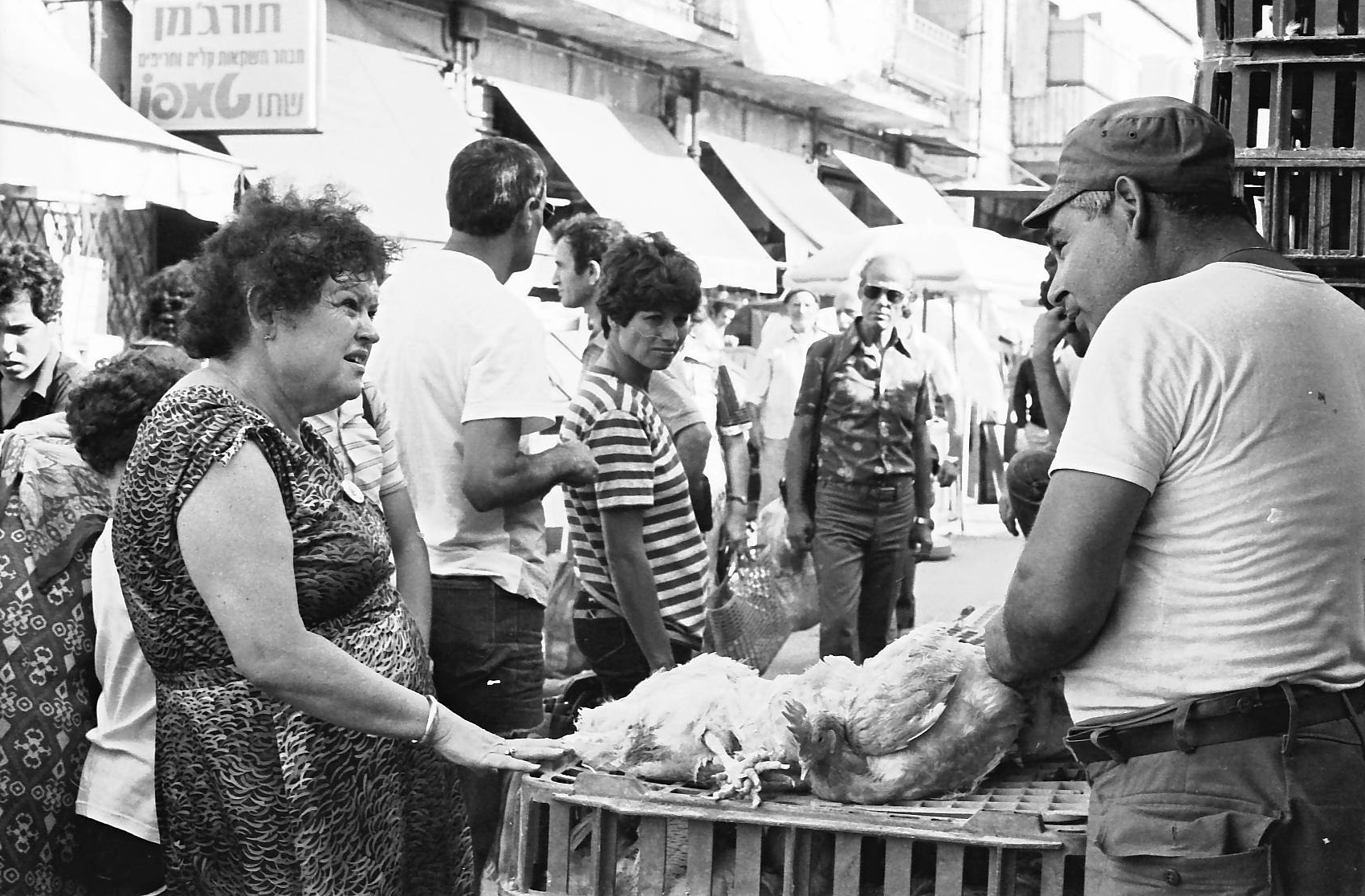